# エドワード・トールマン

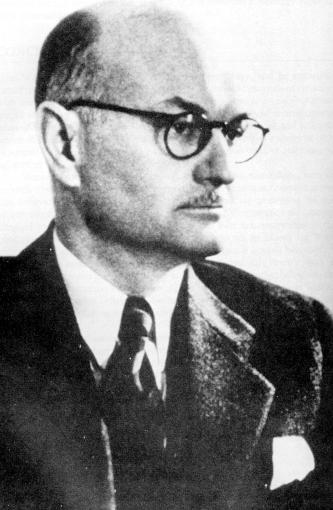
エドワード・トールマン

エドワード・チェイス・トールマン（Edward Chase Tolman, 1886年4月14日 - 1959年11月19日）は、アメリカの心理学者。
マサチューセッツ州ウェスト・ニュートン出身。1918年から1954年までカリフォルニア大学バークレー校で長く教鞭を執った。
巨視的立場から目的論的行動主義を唱え、行動主義心理学に媒介変数を導入した。彼は、すべての行動は目標に方向づけられているとし、学習は目的に関わる高度に客観的な証拠事実であると述べている。そして、行動は単なる刺激(独立変数)と反応(従属変数)の直接的な結合(S－R)ではなく、その間に媒介変数としての内的過程が介在するとして、S-O-Rと修正した。また、動物の行動を研究し、認知的な学習に注目した。
エドウィン・ガスリーやクラーク・ハルやバラス・スキナーと共に新行動主義を代表する心理学者とされるが、トールマンの立場はゲシュタルト心理学とも親和性を持つものであり、のちの認知心理学の誕生を準備するものであった。
波多野誼余夫ら編集の「教授・学習過程論」（放送大学大学院教材、2004年）の127ページには、永野重史により、トールマンは『動物とヒトにおける目的行動』という本の扉に「ネズミにこの本を捧げる」と書いた程ヒトではなくネズミに偏っていたというエピソードが紹介されている。